# Науменко Олег Геннадійович
Оле́г Генна́дійович Нау́менко (4 лютого 1989, смт Холми, Чернігівська область — 16 лютого 2015, м. Дебальцеве, Донецька область — український правоохоронець, сержант міліції, учасник російсько-української війни. Загинув під час російсько-української війни.

## Життєпис
2007 року закінчив Холминську ЗОШ, потім — Щорське вище професійне училище лісового господарства. Після закінчення училища деякий час працював охоронцем Корюківського міжрайонного відділення Державної служби охорони. Протягом 2009—2010 років відслужив строкову військову службу в лавах Збройних сил України. З грудня 2010 року — в лавах міліції, інспектор ДПС, міліціонер-водій, міліціонер ізолятора.
З серпня 2014 року — помічник оперативного чергового Корюківського райвідділу міліції, УМВС України в Чернігівській області.
6 лютого 2015 року Олег у складі зведеного загону УМВС України в Чернігівській області був відряджений в зону бойових дій, під Дебальцеве. Охороняв громадський порядок та блокпости в селищі Чорнухиному біля Дебальцева.
15 лютого, під час обстрілу блокпосту в Чорнухиному, дістав множинні осколкові вогнепальні поранення. Був вивезений бійцями 128-ї гірсько-піхотної бригади до військово-польового шпиталю в Дебальцеве. Звідти наступного дня поранених евакуювали до Бахмута. 16 лютого колона, що транспортувала поранених до Артемівська, була обстріляна російськими терористами. Відтоді Олег вважався зниклим безвісти. У березні 2015-го упізнаний дружиною в морзі Дніпропетровська серед загиблих, переданих представниками терористичної «ДНР».
Похований у Холмах 11 березня 2015 року.
У Олега залишилися дружина Вікторія та дворічна донька Софійка. Вікторія за освітою вчитель, після загибелі чоловіка з 25 серпня 2015 року служить у чернігівській поліції, у складі підрозділу МВС «Чернігів» несла службу в Маріуполі.

## Нагороди та вшанування

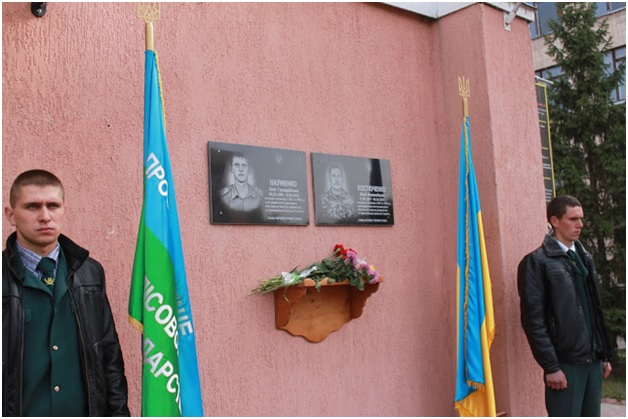
Дошка пам'яті Олега Науменка в Сновську

- За особисту мужність і високий професіоналізм, виявлені у захисті державного суверенітету та територіальної цілісності України, вірність військовій присязі нагороджений орденом «За мужність» III ступеня (посмертно), Указ Президента України від 8 червня 2015 року № 316/2015.
- 13 вересня 2015 року, на будівлі Сновського вищого професійного училища лісового господарства, відкрито меморіальну дошку[2].
- 6 травня 2016 року, на фасаді Холминської загальноосвітньої школи, встановлено дошку пам'яти героя[3].
- В серпні 2016 року, в Парку пам'яті в Корюківці, встановлено пам'ятну дошку[4].